# Apeadero de Mandim
El Apeadero de Mandim fue una antigua infraestructura de la Línea de Guimarães, que servía a la localidad de Mandim, en el ayuntamiento de Maia, en Portugal.

## Historia
Esta plataforma entró en servicio, con la clasificación de apeadero, el 15 de marzo de 1932, como parte de la entonces denominada Línea de Senhora da Hora a Trofa, que unía estas dos localidades; en el momento de su apertura, prestaba un servicio completo, en los regímenes de alta y baja velocidades. El comboi inaugural pasó por este apeadero sin parar.
Por un título del Ministerio de Obras Públicas y Comunicaciones del 20 de septiembre de 1936, este apeadero bajó de categoría, pasando a ser una parada.
El tramo entre Senhora da Hora y Trofa de la Línea de Guimarães fue cerrado en 2001, para su adaptación al Metro de Porto.